# 同性戀恐懼
| 81% - 90% 71% - 80% 61% - 70% 51% - 60% | 41% - 50% 31% - 40% 21% - 30% | 11% - 20% 1% - 10% 無資料 |

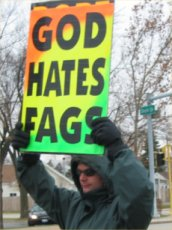
一名男子手持帶有「上帝痛恨基佬」(Fag為faggot的縮寫，而faggot為英文中對同性戀的差別用語)標語的看板

在「同性戀應被現今社會接受」回答「是」的比例。（2013年）
81% - 90%
71% - 80%
61% - 70%
51% - 60%
41% - 50%
31% - 40%
21% - 30%
11% - 20%
1% - 10%
無資料

同性戀恐懼（英語：homophobia）亦稱恐同，或反同。同性戀恐懼症是指對同性戀的排斥，包括涉及反感、鄙视、厭惡、仇恨、偏見和歧視，可能是基于恐惧，有时也涉及到受宗教信仰及社會文化的影響。

## 语源学
英文单词是由心理学家乔治·温伯格在他的书《社会和健康的同性恋》（1972年）中创立的新语。它可以分解为两个希腊单字：表示“相同”，表示恐惧。它看起来像（同性恋）和（恐惧）的混合词。在这之前，温赖特·丘吉尔博士（Dr. Wainwright Churchill）在他的《男性中的同性恋行为》（1967年）中曾使用过。
同性恋恐惧通常表示了对同性恋和同性恋本身的没有理由的憎恨和恐惧。
爭取同性恋权利活躍人士用这个字来描述所有来自于恐同者对同性恋毫无原因的憎恨和恐惧。例如，在他的一本名为《同性恋恐惧：仇恨背后的恐惧》（Homophobia: The Fear Behind The Hatred）的文章中声明道：
“对同性恋的恐惧歪曲了我们这个社会对性、性生活的态度，我们对待陌生人、同事和其他人的态度，以及我们对公共卫生的态度，它向我们清楚地揭示了那些宗教极端分子是如何在宗教的名头下滥用人们的偏见的。”
有的人认为可以有合理的理由反对，只是把他们描述为非常的不寻常,不過這又似乎不是恐同性。例如Niclas Berggren在《独立同性恋论坛》（Independent Gay Forum）中争论道：
“一般来说恐同分子的见解并非来于理智的推导或辩论。这些理由、辩论一般都是后来加进去的。其目的只不过是为恐同添加一些可爱的、可敬的表面而已。但这些反对同性恋的理由完全是错误的。”
反對者并不认同这标签。例如，Jarrod Carter在1995年写给学生报纸的一封信中说：
“我不是恐同分子。那些同性恋者完全是在那里胡说八道。他们的解释完全是简化了这个问题。一般恐同是指某人怕同性恋，或怕成为同性恋。我既不怕同性恋也不怕自己会成为同性恋。我所反对的是在这个国家里人们对这种性异常有多么关注。同性恋不是酷，同性恋是不道德。”

## 语义学的争论
本来同性恋权利运动者用恐同（homophobia）这个字来描述所有来自于恐同者（homophobic）对同性恋毫无原因的憎恨和恐惧，反对者认为这么解释是胡说八道，反对者认为恐同是指某人怕同性恋，或担心成为同性恋，而怕是因为他们相信同性恋是不道德的，并担心“不道德的”同性恋真的获得其本没有资格获得的政治和社会权利。
包括反同性恋权利运动人士在内的一部分人，拒绝使用恐同（homophobia）这个字。他们认为这个字没有区分非理智的憎恨、恐惧同性恋的人和由于其宗教背景而反对同性恋的人之间的不同，其意义太过模糊。而同性恋权利活动家则反驳说，并不是相信同性恋是错误的这个观念构成了恐同，而是特定的立场和行为，例如反对为同性恋提供平等权利和保护，构成了恐同。同性恋权利活动家判定某人是不是恐同，是看他具体的立场和行为，而不考虑他的观念是什么。（需要注意的是，也有一种观点认为哪怕只是观念上的反对和恐惧，也构成恐同）。普遍反对同性恋的“异性恋至上主义者”皆认同，同性恋者利用“恐惧”这个字来丑化和贬低异性恋至上主义者，误导群众认为反对同性恋者都出于无知以致于害怕和恐惧同性恋，而事实卻相反。不過也有說法是恐同指的是恐懼同性戀動搖其異性戀霸權的地位，正如同過往父權主義打壓女性的理由相似。

### 异性恋至上主义
一些活动分子把恐同称为异性恋至上主义。反同性恋团体认为这是一个企图使得反对同性恋的人受到孤立的称法。

## 起因
对恐同的起因目前还在广泛的争论当中，但人们基本上支持恐同的信念和态度，是与恐同患者自身的性取向是没有关系的。
一些性學解释道，男同性恋者间的关系通常比女同性恋者间的关系更让人产生强烈的反感。因为恐同者认为他们造成心裡不舒服。同性恋关系一般被认为是自然的挑战。而对“性別角色越界”的惧怕，是恐同另一个最主要的来源。研究报告指出大多数恐同患者对于性别角色有着非常刻板的思想，比如“男性至上主义”加上社會要求男性須具有所謂男性化（masculinity）的特質（如男性需要強健的體質，表現柔弱會被視為女性化）。此外，女性主義興起及同性戀平權運動發展迅速，使原有佔社會主流地位的異性戀男性受到威脅，也是造成男性有更多恐同因素的感因之一。
不同文化的男性已经被惯养出性别优越的观念，即对相对弱势女性的支配，因受宗教影響，女性被視為弱者及關懷的對象，这一观念已经深入到社会生活的每一个层面。当男性发现有传统所赋予他们的特权被挑战的时候，实行“性别角色越界”的男女同性恋则被他们视为是对其切身利益的威胁。
心理学一直认为恐同心理是恐同者压抑对自身同性渴望的一种结果。一个研究显示，恐同者在观看同性性行为的影片时出現性冲动的迹象，比非恐同者還要高。
一些组织或个人声明对同性恋的反对，或积极反对，只是因为違反他们的宗教原则及教義，但並不等同歧視同性恋。这种原则鼓吹者通常会对针对同性恋的暴力事件进行谴责，但是在对待同性恋法律地位方面则表现出多种多样的立场，例如近年不少教會常強調他們並不歧視同性戀者，反對同性婚姻只是因為聖經強調婚姻是一男一女，雖然同性戀在教義上是「罪」，但上帝同樣關愛同性戀者。一些人相信这种态度会鼓励恐同者，特別是有宗教背景的恐同者。请参看宗教與同性戀。
一些過去的法律曾经被認為是鼓励或合法化恐同者，例如已經在美國廢除的性悖軌法（2003年被美國最高法院宣布違憲）、英國的28条（英國1988年增訂法律禁止涉及同性戀內容的性教育，於2003年廢除），以及区别对待同性恋和异性恋的同意年龄（這存在較少爭議，因為各國的同意年龄法律不同）。